# Bezencsuki járás

A Bezencsuki járás a Szamarai területen

A Bezencsuki járás (oroszul Безенчукский район) Oroszország egyik járása a Szamarai területen. Székhelye Bezencsuk.

## Népesség
- 1989-ben 44 003 lakosa volt.
- 2002-ben 43 571 lakosa volt, melynek 85,52%-a orosz.
- 2010-ben 42 095 lakosa volt, melynek 87,4%-a orosz, 2,9%-a csuvas, 2%-a ukrán, 1,5%-a tatár, 1,5%-a mordvin, 1,4%-a kazah.

| Lakosok száma | 43 571 | 40 432 | 41 994 | 41 426 | 40 863 | 40 569 | 40 152 | 39 774 | 38 938 | 37 479 |
|               | 2002   | 2008   | 2011   | 2012   | 2014   | 2015   | 2017   | 2018   | 2020   | 2021   |